# Eleccions presidencials de la República Socialista Soviètica del Tadjikistan de 1990
Les eleccions presidencials de República Socialista Soviètica del Tadjikistan de 1990 foren les primeres i últimes eleccions presidencials de la història de la República Socialista Soviètica del Tadjikistan (URSS), Es van celebrar en el 30 de novembre de 1990, nou mesos després de les eleccions al Soviet Suprem de l'RSS del Tadjikistan.

## Context

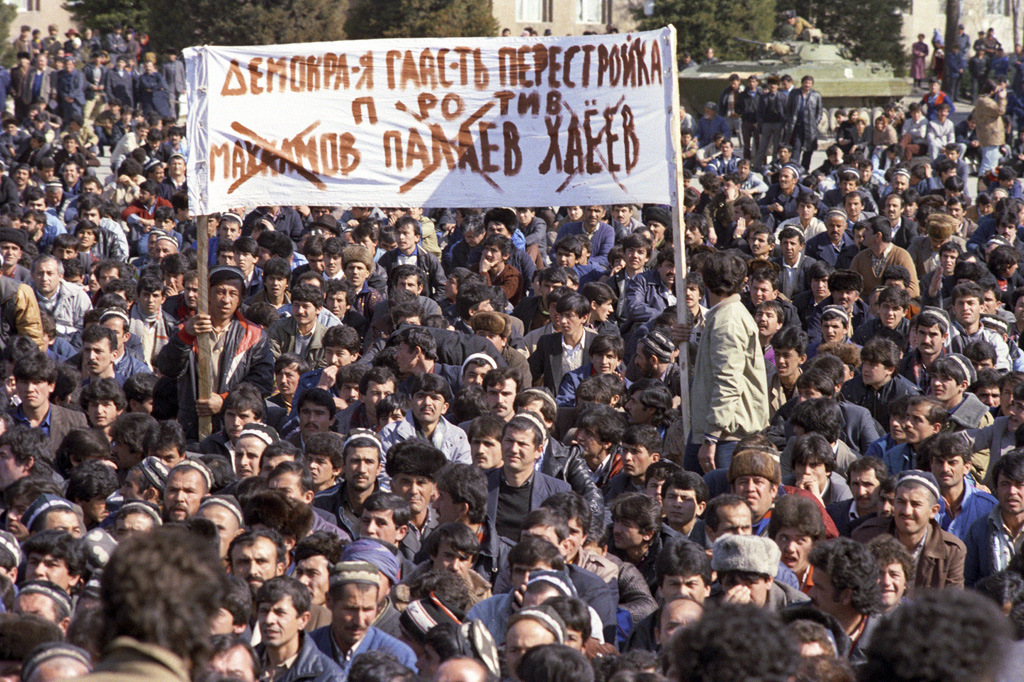
Concentració a Duixanbe exigint la dimissió dels dirigents del Tadjikistan, inclòs Mahkamov.

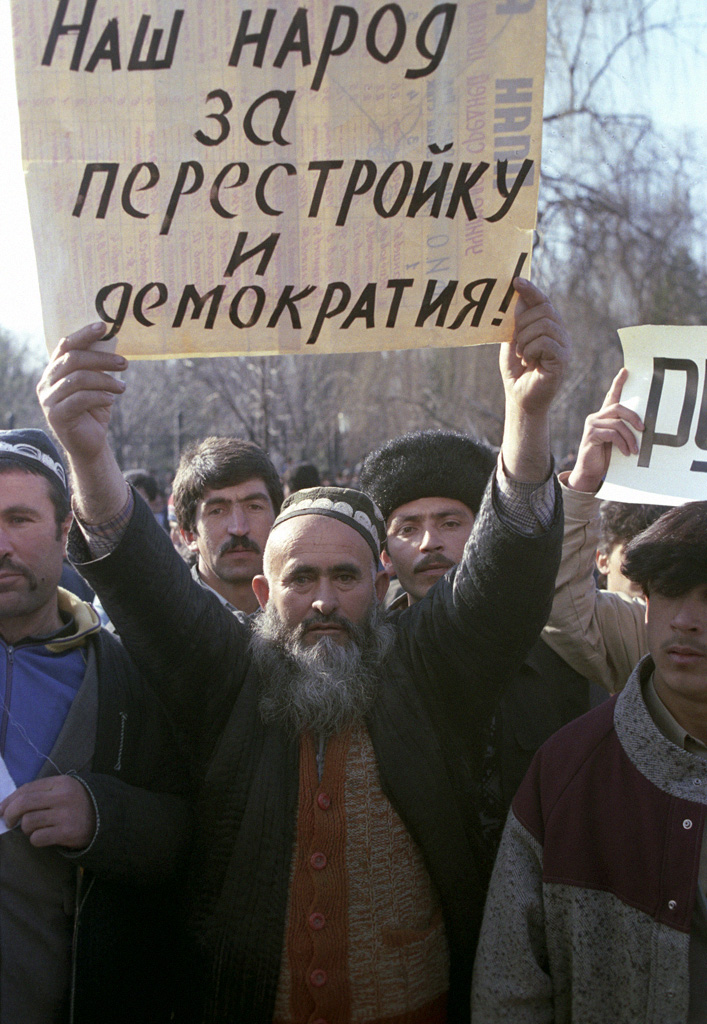
Una manifestació per la democràcia en 1990 a Duixanbe

El 25 de febrer de 1990 es van celebrar les eleccions nacionals a la 12a convocatòria del Soviet Suprem de l'RSS del Tadjikistan, després de les quals els membres del Partit Comunista de l'RSS del Tadjikistan van obtenir la majoria absoluta dels vots, 221 de 230, mentre que nou escons van ser per als candidats independents de l'oposició, que com a resultat d'una feroç competència i debat van aconseguir entrar en el parlament de la república. Van comptar amb el suport de l'opositor Partit del Renaixement Islàmic del Tadjikistan i del moviment popular Rastokhez, als quals no se'ls va permetre participar en les eleccions per falta de registre oficial.
Després que el nou Soviet Suprem iniciés la seva activitat, va haver-hi llargs debats entre els diputats a l'hora de designar quin dels candidats assumiria el càrrec del president del Soviet Suprem. Al final, va haver-hi dos candidats: Kakhar Mahkamov, llavors primer secretari del Comitè Central del Partit Comunista de l'RSS del Tadjikistan i cap de facto de la república, procedent de la província desenvolupada de Leninabad (actualment Sughd), i Gaibnazar Pallayev, antic president del Presídium del Soviet Suprem de l'RSS del Tadjikistan, que en realitat representava al clan dels Pamir i Kulob. Com a resultat, 162 diputats (71,5%) van votar per Mahkamov, mentre que 60 (28,5%) ho van fer per Pallayev. Així doncs, Kakhar Mahkamov es va convertir en president del Soviet Suprem de l'RSS del Tadjikistan, al mateix temps que ocupava el càrrec de primer secretari del Comitè Central del Partit Comunista de l'RSS del Tadjikistan.
A l'agost de 1990, activistes i diputats amb idees democràtiques i liberals van fundar el Partit Democràtic del Tadjikistan, al qual es van unir alguns activistes del moviment popular 

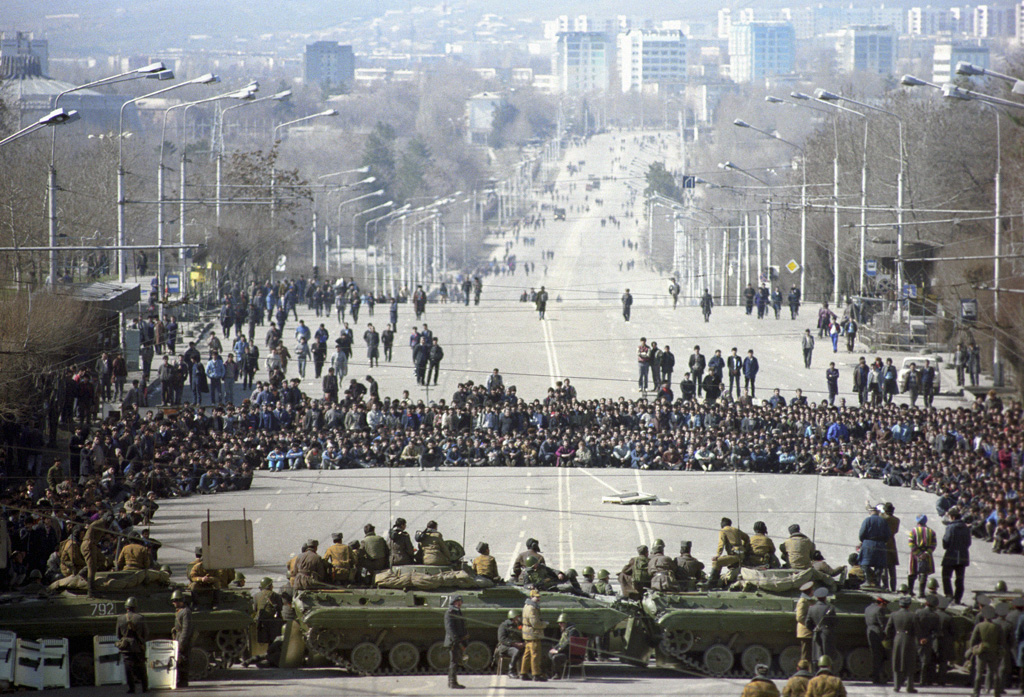
Manifestació a Duixanbe en 1990

Rastokhez i del Partit del Renaixement Islàmic del Tadjikistan. Aquestes tres forces polítiques es van convertir en la veritable oposició al govern comunista de la república. L'agost de 1990 es va adoptar la Declaració de Sobirania Estatal de l'RSS del Tadjikistan, que establia la supremacia de la Constitució i les lleis de l'RSS del Tadjikistan en tot el territori de la república, mentre que els actes i lleis de l'URSS podien ser suspesos pel Soviet Suprem de l'RSS del Tadjikistan. Així doncs, es va consagrar el dret exclusiu de la mateixa república a posseir, utilitzar i disposar de la terra, el seu subsol i altres recursos naturals, que van ser declarats propietat exclusiva del poble de l'RSS del Tadjikistan.
L'aprovació d'aquesta declaració va provocar la protesta i indignació d'alguns membres del Soviet Suprem de la República, entre els quals Kakhar Mahkamov, primer secretari del Comitè Central del Partit Comunista de l'RSS del Tadjikistan i president del Soviet Suprem de l'RSS del Tadjikistan. Els tres principals partits, contraris a la negativa dels dirigents tadjiks a declarar la independència de l'Estat al Tadjikistan, van començar a organitzar protestes i concentracions durant tot el dia. Alguns líders de l'oposició van iniciar una vaga de fam. A més a més, els partits opositors també van demanar que es permetés la celebració dels seus congresos i que els seus partits fossin registrats oficialment. El govern de la república va iniciar negociacions amb l'oposició i se'ls va permetre celebrar-los, però es va negar categòricament a celebrar unes eleccions presidencials nacionals.

## Convocatòria d'eleccions
Per a legitimar a Kahar Mahkamov com a cap d'Estat, el Soviet Suprem de l'RSS del Tadjikistan va crear el càrrec de president de l'RSS del Tadjikistan l'octubre de 1990. El 30 de novembre de 1990 va ser fixat com el dia en què se elegiria al president. Una llei que estipulava explícitament que el president de l'RSS del Tadjikistan havia de ser un ciutadà de nacionalitat tadjik i diputat actiu del Soviet Suprem. L'aprovació de la llei va intensificar encara més les protestes de l'oposició, ja que prohibia de fet que un membre no pertanyent al Consell Suprem es presentés a la presidència, a més de fer-lo sense votació popular. Al mateix temps, es va crear el càrrec de vicepresident de l'RSS del Tadjikistan.

## Eleccions i resultats
El 30 de novembre de 1990, en la 4a sessió del Soviet Suprem de l'RSS del Tadjikistan, es van celebrar eleccions presidencials amb els dos candidats, Kakhar Mahkamov i Rahmon Nabiev. Tots dos candidats eren de la regió del nord de Leninabad. Als líders i activistes de l'oposició no se'ls va permetre presentar-se perquè la llei prohibia que els no membres del Soviet Suprem es presentessin a les eleccions.
En la votació del Consell Suprem, Kakhar Makhkamov va rebre 131 vots (57,0%), Rakhmon Nabiyev 89 vots (38,7%) i 10 diputats no van votar. Després de l'anunci dels resultats de la votació, Kakhar Mahkamov va ser elegit oficialment president de l'RSS del Tadjikistan. En el seu discurs inaugural, el guanyador va destacar que el president de la república ha d'actuar com a garant de la sobirania política i econòmica de la seva república.

## Conseqüències
Gairebé immediatament després de l'elecció del president, es va aprovar un decret del Soviet Suprem destinat a limitar les activitats dels partits i organitzacions prohibits, sobretot el Partit del Renaixement Islàmic del Tadjikistan. L'oposició va afirmar que Makhkamov havia iniciat de fet un govern autoritari.
El juny de 1991 es va promulgar la Llei de Protecció de l'Honor i la Dignitat del president de l'RSS del Tadjikistan, amb penes que anaven des d'una multa fins a penes de presó de fins a tres anys per insultar o difamar públicament al president.
L'1 de desembre de 1990 es va aprovar una llei que modificava la Constitució. Segons la nova constitució, el president era el cap de la república i al mateix temps el cap del gabinet de ministres, exercint el poder executiu-administratiu suprem. Es va establir el càrrec de vicepresident, que en nom del president "dirigeix el Gabinet de Ministres i organitza el seu treball". El Soviet Suprem conservava el dret d'aprovar, a proposta del president, al vicepresident i als membres del Gabinet de Ministres nomenats pel president. El president tenia un poder de veto que podia ser anul·lat per 31 vots dels diputats del Soviet Suprem. La nova Constitució no preveu el vot de censura al govern ni la dissolució del president pel parlament. El president només pot ser destituït en cas de violació del jurament o de la Constitució, i només es pot votar en contra del president per iniciativa del Consell Suprem, amb els vots d'almenys tres diputats. Així, l'RSS del Tadjikistan es va convertir en una república presidencialista-parlamentària.